# 송 포 어 래기 보이
송 포 어 래기 보이(Song for a Raggy Boy)는 아일랜드, 영국, 덴마크, 스페인에서 제작한 에이슬링 월시 감독의 2003년 드라마 영화이다. 에이든 퀸 등이 주연으로 출연하였다.

## 줄거리
제2차 세계 대전 직전인 1939년 한 아일랜드 소년원. 여기에서 학생들은 번호를 부여 받아 이름 대신 불리고 있다. 가학증을 보이는 존 수사는 교화 대신 심한 체벌을 선호하고, 소아성애증이 있는 맥 수사는 학생들을 학대한다. 그러나 스페인 내전에서 막 돌아온 평신도 윌리엄이 교사로 새로 부임하면서 이들에게 저항한 끝에 학생들을 해방시킨다.

## 출연진

### 주연
- 에이든 퀸 - 윌리엄 프랭클린 역
- 이언 글렌 - 존 수사 역
- 마크 워런 - 맥 수사 역

### 조연
- 더들리 서턴 - 톰 수사 역
- 앨런 데블린 - 데이미언 신부 역
- 스튜어트 그레이엄 - 휠런 수사 역
- 존 트래버스 - 리엄 머시어 636 역
- 크리스 뉴먼 - 패트릭 딜레이니 743 역
- 앤드루 심프슨 - 제러드 피터스 458 역
- 로버트 시헌 - 오라일리 58 역

## 기타 제작진
- 미술: 존 핸드